# Ravin Gandhi
Ravin Gandhi es un empresario estadounidense. Gandhi fue ejecutivo de Coatings and Chemicals Corporation antes de su venta a AkzoNobel. Más tarde fundó Glenborn Partners, una firma de capital privado, y GMM Nonstick Coatings, donde siguió siendo su director ejecutivo después de su venta en 2016 a Showa Denko.

## Primeros años y educación
Ravin Gandhi nació en Waukegan, Illinois en 1973. Se graduó de Glenbrook South High School en 1990, se graduó de la Universidad de Illinois en Urbana-Champaign en 1994 y se convirtió en contador público. Gandhi recibió su MBA de la Escuela de Administración Kellogg en 2000.

## Carrera
Gandhi comenzó su carrera en 1994 trabajando como contador público en KPMG Consulting, antes de unirse a la empresa de su padre, Coatings and Chemicals Corporation. Gandhi finalmente diseñó la venta de la compañía a Akzo Nobel en 1998. Luego de la venta, se convirtió en presidente de Akzo Nobel Nonstick Coatings. En 2002 fundó Glenborn Partners, una firma de capital privado. En 2007, Gandhi fundó GMM Nonstick Coatings, tras el fin de su cláusula de no competencia con Akzo Nobel. GMM se convirtió en uno de los proveedores más grandes del mundo de recubrimientos antiadherentes, y fue adquirido por Showa Denko KK en 2016. Después de la venta, Gandhi siguió siendo el director ejecutivo de GMM, y en 2019 lideró la adquisición por parte de SDK de los recubrimientos antiadherentes ILAG. Como inversor, Gandhi también es inversor en Hester Biosciences y el primer inversor en KeyMe. También es comentarista en CNBC, CNN, Bloomberg News, Fox Business Network, Fox News, y MSNBC, y colaborador de Fortune, Inc. Magazine, y Entrepreneur.

## Cine
Gandhi escribió y dirigió la película de suspenso y crimen de 2021 100 Days to Live. Gran parte de la película se filmó durante tres semanas dentro y fuera del edificio de apartamentos de Gandhi y en su vecindario mientras seguía siendo director ejecutivo de GMM Nonstick Coatings. 100 Days to Live tuvo su estreno mundial en el Festival Internacional de Cine de San Diego de 2019, donde ganó el premio a Mejor estreno mundial y Mejor director debutante para Ravin Gandhi. Se lanzó en DVD y Blu-ray el 2 de febrero de 2021.

## Vida personal
Gandhi criticó a Donald Trump durante las elecciones presidenciales de 2016, y en 2017 sus críticas fueron noticia nacional cuando un artículo que escribió resultó en una reacción racista, incluidos correos electrónicos, tuits y mensajes de voz racistas. Escribió su artículo en reacción al incidente de Charlottesville. Gandhi también es miembro de la junta de City Year Chicago.
Gandhi fue honrado como Alumno Distinguido de 2021 en Glenbrook South High School. En 2022, Gandhi creó y financió un programa para impulsar la participación de los padres en la escuela primaria Andrew Cooke Magnet en Waukegan, Illinois, a la que asistió cuando era niño.